# Сангхаракшита
Сангхаракшита (в миру Деннис Филип Эдвард Лингвуд (Dennis Philip Edward Lingwood); 26 августа 1925, Тутинг, Лондон — 30 октября 2018) — крупный буддийский деятель европейского происхождения. Писатель, социальный активист, в прошлом — монах.

## Биография
Деннис Лингвуд родился в 1925 году в Лондоне. Ещё в юные годы он заинтересовался восточной культурой и философией и осознал себя буддистом. Во время Второй мировой войны он оказался в Индии, где и остался, избрав путь буддийского монаха. Пройдя обучение под руководством ведущих наставников разных буддийских традиций, он сам стал передавать учение и писать книги. Прожив в Индии двадцать лет, Сангхаракшита вернулся в Англию, став одной из ключевых фигур в распространении буддизма на Западе.
Общественная деятельность
В 1967 году он основал Общество друзей Западного буддийского ордена (FWBO), а в 1968 — Западный буддийский орден. С тех пор он уделяет много времени лекциям, писательскому труду и путешествиям. Глубина его опыта и ясность мышления получили высокую оценку во многих странах мира. Сегодня FWBO — это международное буддийское движение, имеющее более шестидесяти центров на пяти континентах. В последние годы Сангхаракшита передал большинство своих обязанностей старшим ученикам Ордена. Поселившись в Бирмингеме, он уделяет основное внимание личным встречам с людьми и литературному труду.
Сангхаракшита изучил важнейшие аспекты буддизма, написал множество работ и прочитал значительное количество лекций как на Западе, так и на Востоке.
В свете современных исследований и собственного духовного опыта он подчеркивает значение центральных буддийских учений, которые лежат в основе всех буддийских традиций и объединяют их.
Обвинения в сексуальных домогательствах
В 1997 году Сангхаракшита стал объектом критики после публикаций в газете The Guardian обвинений в его адрес относительно сексуальных отношений с молодыми мужчинами-членами FWBO в период с 1970 по 1980 годы.  Около десятка лет он отказывался отвечать на опасения, возникавшие внутри FWBO, относительно того, что он злоупотреблял своим положением учителя, сексуально эксплуатируя молодых мужчин. Позднее Сангхаракшита всё-таки ответил на обвинения, подчёркивая, что его сексуальные партнёры были согласны на подобные отношения (или представлялись таковыми), также он выразил сожаление по поводу любых ошибок.